# Нью-Айбирия
Нью-Айбирия (англ. New Iberia) —  город и административный центр прихода Айбирия в штате Луизиана в Соединённых Штатах Америки.
Согласно проведённой в 2020 году переписи населения США число горожан составляло 28 555 человек; это двенадцатый город штата Луизиана по числу жителей.

## История
Первые европейские поселенцы осели в месте, где находится нынешний город Нью-Айбирия, весной 1779 года, когда группа из примерно 500 испанских колонистов из Испании во главе с подполковником Франсиско Булиньи поднялась на Байю-Тече и поселилась вокруг того, что стало известно как Испанское озеро.

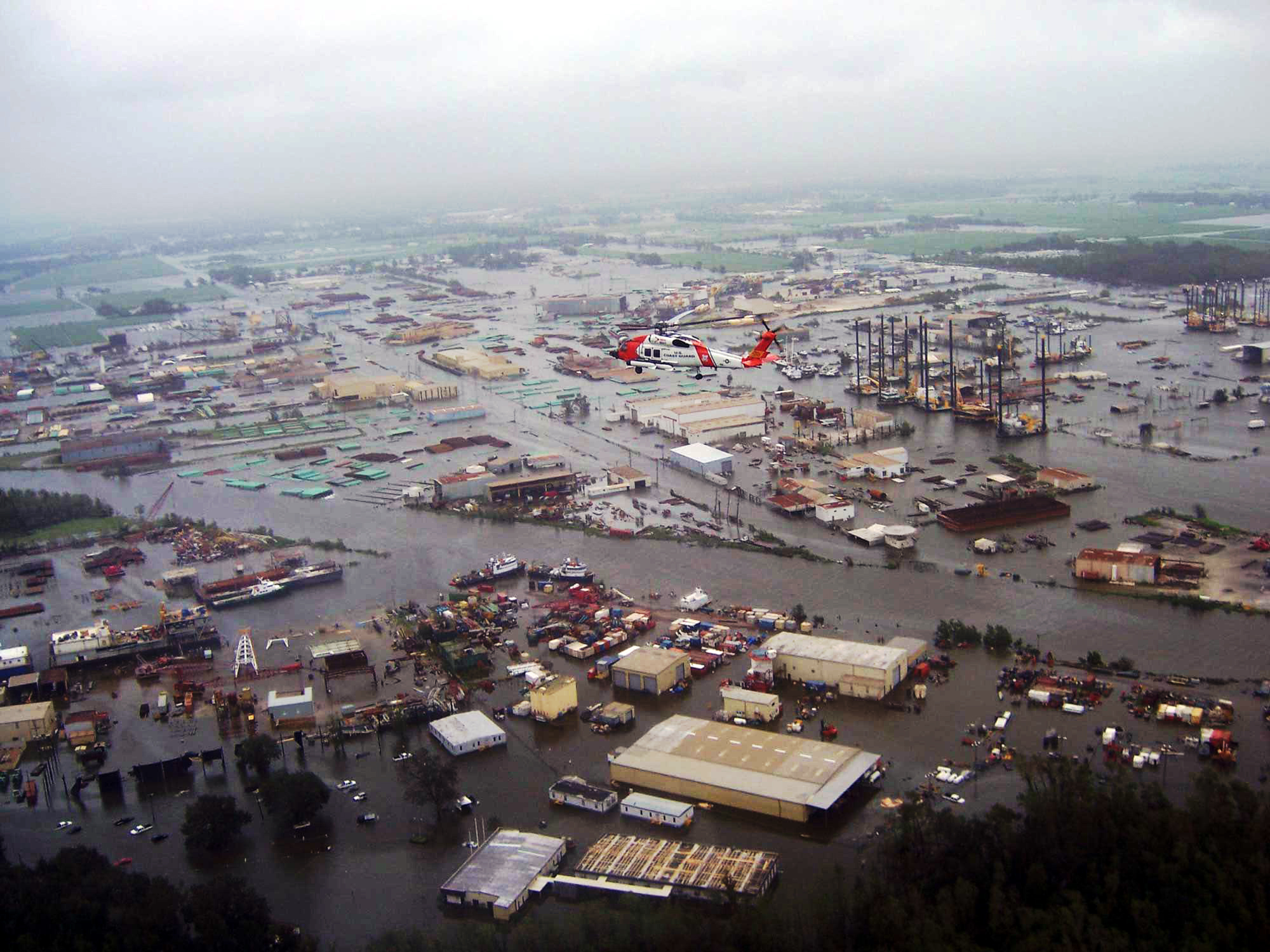
Ураган Айк в Нью-Айбирии

В начале 1970-х годов в городе начал функционировать собственный региональный аэропорт Акадиана, который сейчас обслуживает чартерные коммерческие рейсы. Регулярные пассажирские перевозки осуществляют более крупные аэропорты близлежащих городов штата (например аэропорот Лафейетт, который соединяется с Нью-Айбирией федеральным шоссе US 90.
В сентябре 2008 года город Нью-Айбирия серьёзно пострадал от пришедшего из Африки урагана Айк: озёра вышли из берегов и затопили город, практически скрыв его несколькими футами грязной коричневой воды.
14 декабря 2022 года юго-восточная часть города была сильно повреждена торнадо высокой категории EF2, в результате чего пострадали 16 человек, а городу был причинён существенный материальный ущерб

## География
Нью-Айбирия — крупнейший город и административный центр округа Айбирия; расположен примерно в 21 миле (34 километрах) к юго-востоку от Лафейетта и является частью статистической области Лафейетт в регионе Акадиана.
По данным Бюро переписи населения США, общая площадь города составляет 10,6 квадратных миль (27,4 км), вся земля. В 2000 году плотность населения составляла 3088,8 жителей на квадратную милю (1192,6/км2). Было 12 880 единиц жилья при средней плотности 1219,5 на квадратную милю (470,9/км2). Нью-Айбирия находится примерно на высоте 16-20 футов над уровнем моря.